# Большое Ноздрино
Большое Ноздрино — деревня в Малоярославецком муниципальном районе Калужской области в составе сельского поселения «Деревня Воробьёво». Высота центра селения над уровнем моря — 155 м.

## Население
| 2002 | 2010 |
| ---- | ---- |
| 46   | ↗62  |

### Гендерный состав
По данным Всероссийской переписи населения 2010 года в гендерной структуре населения мужчины составляли 53,2 % женщины — соответственно 46,8 %.